# 미리암 비어드-네더리
미리암 비어드-네더리(Miriam Byrd Nethery, 1929년 5월 17일 ~ 2003년 1월 6일)는 미국의 배우, 텔레비전 배우, 영화배우이다.
로스앤젤레스에서 사망하였다. 사인은 질병이다.

## 영화
- FBI 기동 타격대 6 (1993년)
- 어크로스 파이브 에이프릴스 (1990년)
- 텍사스 전기톱 학살 3 (1990년) - 맘 소이어 역
- 탐정 댄 터너 (1990년)
- 계부 2 (1989년)
- 해저드 마을의 듀크 가족 (1979년)
- 엔터베 특공작전 (1976년)